# Евланов, Владимир Лазаревич
Влади́мир Ла́заревич Евла́нов (родился 3 августа 1948, Куйбышев) — российский государственный и политический деятель. Депутат Государственной Думы VII созыва, член фракции «Единая Россия», член комитета по экономической политике, промышленности, инновационному развитию и предпринимательству.

## Биография
В 1967 году получил средне-техническое образование по специальности «Техник-электрик радиоэлектронного оборудования» году окончив Куйбышевский авиационный техникум. В 1967 году был призван на срочную службу в Советскую Армию, был демобилизован в 1969 году. С 1969 по 1972 год работал на судах флота базы океанического рыболовства на Сахалине в должности помощником капитана и электрика. С 1972 по 1984 год работал на различных партийных должностях в Корсаковском городском исполкоме, был заместителем председателя. В 1979 году окончил Хабаровскую Высшую партийную школу, которая занималась подготовкой кадров партийных и советских работников.
В 1984 году В. Л. Евланов вместе с семьей с Сахалина переехал в Краснодар, где был назначен начальником жилищного производственно-эксплуатационный треста Первомайского района. В 1985 году назначен заместителем начальника управления ЖКХ города. С 1986 по 1994 год работал начальником производственного управления «Горжилхоз». В 1991 году получил второе высшее образование окончив факультет экономики Кубанского государственного университета.
С 1994 года работал в администрации Центрального административного округа Краснодара в должности главы округа. С 1996 по 2000 году работал первым заместителем администрации города Краснодар. В 2000 г. в Кубанском государственном университете защитил диссертацию на тему "Экономическая стратегия местного сообщества по развитию промышленности города". С 2001 по 2004 год — председатель комитета ЖКХ Краснодарского края.
5 октября 2004 года был назначен первым заместителем, позднее исполняющим обязанности главы администрации город Краснодара. В сентябре 2005 года избран главой администрации города Краснодар. В марте 2010 года Владимир Евланов повторно избран главой администрации города.
В сентябре 2016 года баллотировался Госдуму по одномандатному избирательному округу № 46, по итогам выборов стал депутатом Государственной Думы VII созыва.

## Законотворческая деятельность
С 2016 по 2019 год, в течение исполнения полномочий депутата Государственной Думы VII созыва, выступил соавтором 33 законодательных инициатив и поправок к проектам федеральных законов.

## Критика
В октябре 2017 года портал «Голос Кубани» совместно с заместителем координатора Экологической Вахты по Северному Кавказу, членом Ассоциации журналистов-экологов Союза журналистов России Дмитрием Шевченко выпустил аналитический доклад о последствиях работы Владимира Евланова на посту руководителя Краснодара в 2004—2016 гг. «Евланов. Итоги. 2004—2016: история упущенных возможностей».
Под внимание общественников попал «Фонд содействия возрождению православных храмов», одним из учредителей которого является Владимир Евланов. Как сообщает автор доклада, во время строительства храмов имелись нарушения со стороны Евланова, был обнародован конфликт интересов, а также отчуждение муниципальной земли в пользу религиозных организаций с нарушением законов — без торгов и без соблюдения конкурсных процедур. Автор доклада также указал на множество финансовых нарушений.
Сын Владимира Евланова вел успешный бизнес. Его фирма ООО «Группа компаний СТМ» процветала. В качестве причин такой успешности в бизнесе Д. Шевченко указывает получение муниципальных подрядов в Краснодаре и обслуживание частных девелоперских проектов, которые зависели от решений городского руководства.
При Владимире Евланове, по мнению автора доклада, деградировала система общественного транспорта Краснодара: МУП «КТТУ» оказался на грани банкротства и был вынужден обратиться за помощью к уже новому мэру города Евгению Первышову в июле 2017 г. с просьбой помочь предприятию выйти из создавшегося положения.
Дмитрий Шевченко указал, что уровень износа городских трамваев на 2017 год составляет около 90 %, а троллейбусов — около 80 %. И это при том, что тарифы на проезд в городском электротранспорте за 13 лет (2004—2017 гг.) выросли в 6 раз.
Также отмечается, что все заявленные Евлановым масштабные стройки объектов транспортной инфраструктуры (3-хуровневая развязка на Старокубанском кольце, новый мост из Яблоновского в Краснодар через реку Кубань, автомобильная развязка на пересечении Красных Партизан и Тургенева, проект «Краснодарский транзит», Южный скоростной обход) не были реализованы.
После ухода Евланова с поста главы Краснодара задолженность города перед банками составила 9 млрд рублей, что превысило 38 % от годового дохода бюджета города. В 2017 году только проценты по кредитам составили полтора миллиарда рублей.

## Награды и звания
- Заслуженный работник жилищно-коммунального хозяйства РФ, указ Президента РФ 27 декабря 1999 года N 1716[15][источник не указан 393 дня].
- Орден преподобного Сергия Радонежского второй степени. 2006 году[16].
- Орден Почёта. Указ Президента Российской Федерации от 03.04.2008 г. № 445[17][источник не указан 393 дня].
- Орден Ивана Калиты. 2008 год[18].
- Медаль «Герой труда Кубани» (23 сентября 2010) — за высокие достижения в труде, выдающийся вклад в социально-экономическое развитие Кубани и многолетнюю плодотворную работу[19].
- Орден «Российская нация». Вручил в сентябре 2011 года член Совета Федерации Федерального Собрания РФ Николай Кондратенко[20].
- Лауреат Форума «Общественное признание 2012»[21].
- Дипломом за активную поддержку деятельности ТПП Кубани и Краснодара[22].